# Plinacro

Плінакро (хорв. Plinacro) — компанія-оператор газотранспортної системи Хорватії.

## Історія
Заснована 1 лютого 2001 року як дочірнє підприємство INA. З березня 2002 року — повноцінна державна компанія.

## Діяльність
«Плінакро» розпоряджається 2085 км газопроводів високого тиску. 3 березня 2009 р. компанія підписала угоду з дочірньою компанією MOL Group «FGSZ Zrt» на побудову сполучного трубопроводу природного газу протяжністю 294 км між Хорватією та Угорщиною, що дозволило здійснювати двосторонні поставки після побудови на острові Крк терміналу «Adria LNG». Компанію також запросили до консорціуму, який будував цей термінал.
«Плінакро» бере участь у роботі зі створення проєкту «Нова європейська система транспортування», що об'єднав би газотранспортні мережі Центральної та Південно-Східної Європи.
У січні 2009 року було вирішено, що «Плінакро» купить у компанії «INA» газосховище «Околи» як результат поглинання «INA» компанією MOL.